# Dmitri Komornikov
Dmitri Komornikov (Pechora, Rusia, 28 de julio de 1981) es un nadador ruso retirado especializado en pruebas de estilo braza, donde consiguió ser medallista de bronce mundial en 2007 en los 4 x 100 metros estilos.

## Carrera deportiva
En el Campeonato Mundial de Natación de 2007 celebrado en Melbourne ganó la medalla de bronce en los relevos de 4 x 100 metros estilos, nadando el largo de braza, con un tiempo de 3:35.51 segundos, tras Australia (oro con 3:34.93 segundos) y Japón (plata con 3:35.16 segundos).